# Битва при Кольдінгу (1658)
Битва при Кольдінгу — битва дансько-шведської війни 1658—1660 років і Північної війни 1655—1660 років.

## Напередодні битви
Війська Речі Посполитої під командуванням Стефана Чарнецького після захоплення острова Альс переправилися на півострів Ютландія, де атакували Кольдінг, в якому розміщувався невеликий шведський гарнізон.

## Хід битви
Першу атаку Чарнецький провів 23 грудня. Скориставшись нічю, його солдати підібралися прямо до захисного валу, проте коли вони почали підійматися на укріплення — їх виявив один із захисників і підняв тривогу, шведи відбили штурм. Потім шведи відбили і другу атаку, а коли Чарнецький запропонував капітулювати — відповіли відмовою.
25 грудня був проведений третій штурм, і цього разу атакуючим вдалося увірватися в замок. Справа дійшла до боїв в кімнатах і у дворі замку. Одному з драгунів вдалося пробитися до порохового складу, і він підпалив його; вибухом було знищено частину замку. Незабаром шведський опір було придушено.
Після взяття Кольдінга війська розташувалися на зимові квартири. Шведи намагалися відбити місто, але їхній десант був розбитий військами Чарнецького.